# 中间层

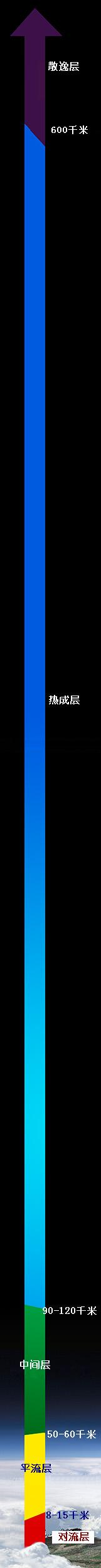
綠色的部分是MS層(Mesosphere)。

中氣層（英語：mesosphere）為地球大氣層的一層，其高度約在50—85 km，下方是平流层，上方是增溫層。中氣層的气温随高度的上升而下降，因此其大气存在相当的垂直方向的运动。它位處於飛機所能飛越的最高高度及太空船的最低高度之間，只能使用亞軌道飞行的火箭進入，所以目前它是人類認知最少的一層大氣。

## 温度和大气运动特征
中间层的气温随高度的上升而下降，升至80 km左右时气温降至160—190 K，在中間層頂部的氣溫可以低至173 K（−100°C即−146°F），當中又會因緯度及季節變化而有所不同。在中間層底部，高濃度的臭氧會吸收紫外線使平均氣溫徘徊在−2.5°C左右，甚至會高達0°C左右。但隨著高度增加臭氧濃度會隨之減少，所以在中間層頂的平均氣溫又會降至−92.5°C的低溫，这也是大氣垂直結構內最低溫的部分。
由于气温随高度的上升而下降，中间层会发生较为强烈的垂直方向上的大气运动。但由于中間層的平均氣溫遞減率比對流層的小，雖有少部份的對流活動發生，但相對地都較穩定，甚少發生高氣壓、低氣壓的現象。亦因為中間層的大氣密度非常之低，所以這層的熱力構造主要由氧分子把太陽的紫外線吸收進而把大氣加熱，與及二氧化碳放射出紅外線而冷卻兩者的平衡去決定。
在中間層比較有趣的是，夏季會比冬季處於一個氣溫更低的狀態。這是因為冬季時，大氣重力波破碎在這一層輸送向西的動量，如同施加向西的拖曳力。為了平衡這一拖曳力，大氣必須朝極地經向運動獲得朝東的科氏力。這一由夏極地到冬極地的經向運動造成了夏極地的大氣上升，絕熱膨脹冷卻；冬極地的大氣則下沉，絕熱壓縮加熱。這一環流對溫度的影響超過了太陽輻射加熱，因此中間層頂的溫度反而是陽光直射的夏極地最冷，無陽光的冬極地最熱。因此，夏季中間層頂的氣溫可以低至−100°C以下。如此低溫之下，像夜光雲般的特殊薄雲也有可能被觀測到。而在中間層頂以上的大氣所蘊含的原子・分子因受到太陽的紫外線影響而進行電離，增加了自由電子。這樣地大氣進行電離的一層稱作電離層，而當中最底的一層D層就位於中間層頂附近，即離地面50至90公里的高空，所以中間層頂部的電子密度處於一個比較多的狀態。
正如前述一樣，中間層不會發生高・低氣壓。但因為中間層的大氣密度非常之小，故像行星波之類的長周期波動，會以一個大的震幅從底層傳遞上來。根據這樣的波動現象，在震幅極端大的地方會形成力學上不穩定的部分。再者，這種波動現象亦同樣對其附近的大氣循環造成較大影響。

## 物理化学现象
中間層連同平流層被視為地球大氣層的“中層大氣”。所以位處於離地80公里上空的中間層頂剛好與地球大氣層中最外的第二層－增溫層作分隔。這個高度亦同樣是湍流頂層的所在，在此之下各種化學物質都會因湍流旋轉之下而混和。超越這個高度後，各種化學物質的標高會有所不同。
每天均有數以百萬計的流星進入地球大氣層后在中間層裡被燃燒。流星體進入中間層後，會與中間層的氣態粒子相撞，引致鐵或其他金屬原子的高度集中。這種相撞往往會產生足夠的熱力使這些下墜物在多数时候还未到達地表便被燃盡。
夜光雲也出現於中間層。